# Чистое сердце
«Чистое сердце» — некоммерческая негосударственная организация, находящаяся в республике Дагестан, целью которой является помощь социально незащищённым слоям общества и нуждающимся в срочной и постоянной помощи.

## История
Фонд был создан летом 2011 года по инициативе первого заместителя председателя комитета по контролю и регламенту Государственной думы Российской Федерации Ризвана Данияловича Курбанова. Учредителями фонда стали дагестанские газеты: «Новое дело», «Черновик» и «Свободная Республика». Фонд получил поддержку президента Дагестана Магомедсалама Магомедова.

## Деятельность фонда
Деятельность «Чистого Сердца» осуществляется за счёт добровольных пожертвований, поступающих от юридических и частных лиц, а также субсидий. Одним из жертвователей является Зиявудин Магомедов.
В 2012 году «Чистое Сердце» отправило семь большегрузных фур со 150 тоннами продуктов питания и предметами первой необходимости для пострадавших в результате наводнения в городе Крымск Краснодарского края. В том же году подобную помощь оказали жертвам наводнения в Дагестане.
С 2013 года, в честь Международного дня защиты детей, ежегодно, президент фонда «Чистое сердце», Омар Муртузалиев, вместе с супругой проводят фестиваль «Радуга» для детей и взрослых, многодетных семей и детей-сирот из села Дербетовка и близлежащих районов Ставропольского края.
Также ежегодно, с 2015 года, проводится благотворительный форум «Солнечный берег», где фонд является соорганизатором. На площадке для обучения, развития и обмена опытом принимают участие более 70 некоммерческих организаций с 21 региона России и ближнего зарубежья. В 2018 году «Солнечный берег» получил статус Международного форума.
Гуманитарную помощь от Фонда получили погорельцы села Мокок Цунтинского района и села Тисси-Ахитли Цумадинского района Дагестана, лишившиеся имущества в результате пожаров в 2016 году.
В 2018 году российский спортсмен и чемпион UFC Хабиб Нурмагомедов стал официальным лицом фонда.
В 2020 году, в связи с пандемией COVID-19, Фонд оказал помощь продуктами питания и средствами индивидуальной защиты маломобильным и нуждающимся жителям Дагестана, находящимся на самоизоляции. Также в период пандемии Фонд закупил необходимые препараты, СИЗы и оборудование для медицинских учреждений по Республике Дагестан.
Ежегодно «Чистое Сердце» проводит акции, приуроченные ко Дню Победы, к мусульманским праздникам Ураза-байрам и Курбан-байрам, Дню инвалидов, а также другие социальные акции.
Каждую неделю в офисе Фонда проходят раздачи продуктов питания и одежды. Большая благотворительная помощь регулярно оказывается малоимущим жителям во всех городах и районах Республики Дагестан.
В 2022 году швейный цех фонда, организованный для пошива одежды для малоимущих, был переоборудован на пошив военной формы. В октябре фонд стал организатором Международного благотворительного форума «Солнечный берег. НКО. Перезагрузка».

### Награды
Работа «Чистого Сердца» была отмечена памятной медалью «За бескорыстный вклад в организацию Общероссийской акции взаимопомощи #МыВместе» и грамотой от Президента России В.В. Путина.
Благодарственное письмо от Общественной палаты Республики Дагестан за помощь малоимущим в период борьбы с распространением коронавирусной инфекции.
В 2020 году Фонд стал победителем в номинации «Благотворительность без границ» на церемонии награждения премии «Рекордсмены Инстаграма».